# 문공인
문공인(文公仁, ? ~ 1137년)은 고려의 문신이다. 초명(初名)은 문공미(文公美)이며, 본관은 남평(南平)이다. 묘청을 천거하고 서경천도(西京遷都)에 동조하기도 했다. 벼슬은 문하시랑(門下侍郞) 동중서문하평장사(同中書門下平章事)에 이르렀다. 시호는 충의(忠懿)다.

## 생애
우산기상시(右散騎常侍)를 지낸 문익(文翼)의 장남이다.
문공인은 용모가 단아하고 수려하였으며 성격이 유순하여 시중(侍中) 최사추(崔思諏)의 사위가 되었다. 과거에 급제하여 직사관(直史館)이 되었는데, 한미한 가문으로 귀족(貴族)과 통혼하였으므로 제멋대로 호사를 부렸다.
호부원외랑(戶部員外郞)으로 사명을 받들어 요나라에 갔을 때, 개인적으로 접빈자(接賓者)에게 백동(白銅), 나전기(螺鈿器) 및 서화(書畵), 병선(屛扇) 등 진기한 물건들을 주었다. 이로부터 요나라 사람들은 매번 사신단에게 반드시 문공인의 예를 들며 끊임없이 선물을 요구하여 큰 폐단이 되었다.
1116년 추밀원우부승선(樞密院右副承宣)으로 옮겼다가 왕자지(王字之)가 송에 사신으로 갈 때 부사(副使)가 되었다. 왕자지 또한 부자로서 사치를 부렸고, 두 사람이 몸치장을 뽐내며 힘써 서로 화려하게 장식하였다.
1117년 전중소감우승선(殿中少監右承宣) 겸 태자우찬선(太子右贊善), 1122년 예빈소경추밀원지주사(禮賓少卿樞密院知奏事)를 지냈다. 인종(仁宗)이 즉위하자 추밀원부사(樞密院副使)로 임명되었는데 한안인(韓安仁)과 함께 이자겸(李資謙)의 미움을 받아 충주(忠州)로 유배되었다.
1126년 이자겸이 패망한 후 소환되어 예부(禮部)와 이부(吏部)의 상서(尙書)를 역임하고 거듭 승진하여 문하시랑(門下侍郞) 동중서문하평장사(同中書門下平章事)가 되었다.
당시 서경(西京)의 승려 묘청(妙淸)이 백수한(白壽翰)과 함께 요망한 말을 퍼뜨리자 정지상(鄭知常) 등이 교제하며 동조하였고, 문공인(文公仁)도 거기에 화답하였다. 묘청(妙淸)이 반란을 일으키자, 백수한의 아들 백청(白淸)이 서경(西京)으로부터 친구들이 백수한을 초청하는 편지를 가지고 왔다. 백수한이 그것을 아뢰니, 왕이 편지를 문공인에게 보였다. 문공인이 말하기를, “이 사실이 가히 의심스러워서 그 진위를 가리기 어렵습니다. 얼마동안 그것을 숨기시지요.”라고 하였다. 서경 사람들이 묘청(妙淸)을 참수하고, 윤첨(尹瞻)을 파견하여 항복을 청하니 원수(元帥) 김부식(金富軾)은 양부(兩府)에 문서를 보내 이르기를, “윤첨을 후하게 대접하는 것이 마땅하며 이로써 스스로 새사람이 될 길을 열어 주어야 한다.”라고 하였다. 그러나 문공인은 듣지 않고 왕에게 윤첨을 옥(獄)에 가둘 것을 아뢰고, 그를 괴롭게 하고 욕되게 하였다. 이로 말미암아 서경 사람들이 다시 반란을 일으키니, 다음 해에 이르러서야 곧 진압할 수 있었다. 간관(諫官)이 탄핵하며 아뢰기를, “문공인은 묘청을 천거함으로써 나라를 잘못된 길로 이르게 하고, 백성에게 해독을 끼쳤다.”라고 하였다. 이에 수태위 판국자감사(守太尉 判國子監事)로 좌천되었다. 시호는 충의(忠懿)다.

## 가족
- 아버지 : 문익(文翼)
- 어머니 : 류씨(柳氏)[2]
  - 동생 : 문공원(文公元)[2]
  - 동생 : 문공유(文公裕)
- 처부 : 최사추(崔思諏)
  - 부인 : 해주 최씨(海州崔氏)